# Textilgalvanik
Die Textilgalvanik ist ein Verfahren zur elektrochemischen Abscheidung von Metallen auf textilen Flächengebilden und Garnen. Sie stellt eine Spezialform der Kunststoffgalvanisierung dar. Um die Flexibilität von Baugruppen der Mikroelektronik und Mikrosystemtechnik weiter zu erhöhen, gelangen zunehmend leitfähige textile Strukturen in den Fokus des Interesses. Neben herkömmlich eingesetzten Metalldrähten, -litzen, -fasergarnen oder Fadenkonstruktionen aus Polymerfäden und Drähten werden dafür metallisierte Fäden eingesetzt. Das Interesse an metallisierten Fadenmaterialien wächst in zunehmendem Maße, nicht zuletzt wegen ihrer Flexibilität, Nachgiebigkeit und mechanischen Belastbarkeit.

## Verfahren

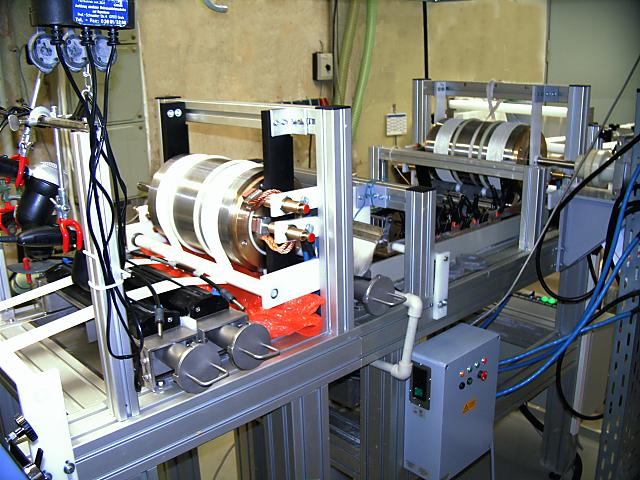
Galvanik-Versuchsanlage

Da textile Materialien im Allgemeinen nicht elektrisch leitfähig sind, muss zunächst eine gut haftende elektrisch leitfähige Schicht aufgebracht werden. Dafür können herkömmliche Verfahren der Kunststoffmetallisierung in abgewandelter Form eingesetzt werden. Geeignete Verfahren der Vorbehandlungen sind z. B.:
- Physical Vapour Deposition (PVD),
- Chemische Beschichtungen unter Zuhilfenahme von Palladiumaktivierung,
- Chemische Ätzverfahren (chemische Anbindungskräfte),
- Plasmavorbehandlung (physikalische Anbindungskräfte),
- Mechanische Aufrauung (mechanische Anbindungskräfte).

Nach Aufbringen der Startschicht erfolgt die galvanische Metallabscheidung. Dabei wird durch einen Elektrolyten Strom geschickt. Das Textil bildet die Kathode. Als Anoden können herkömmliche Opferanoden des jeweils abgeschiedenen Metalls oder formstabile Titanstreckmetallanoden verwendet werden. Je nach gewünschter Metallschichtdicke werden elektrische Stromdichte und Verweilzeit variiert.

Das Galvanisieren von Textilien ist sowohl in Form von textilen Flächengebilden als auch am Einzelfaden möglich. Beim Galvanisieren von Rundgestricken kann der metallisierte Faden zurückgewonnen werden.

Leitfähig strukturierte Flächen können ebenfalls galvanisch behandelt werden.

Als Basismaterialien werden überwiegend Polyamid und Polyester eingesetzt. Das Verfahren kann entsprechend angepasst jedoch auch auf andere Polymere übertragen werden.

Die am häufigsten abgeschiedenen Metalle auf Textilien sind Silber und Kupfer.

## Eigenschaften

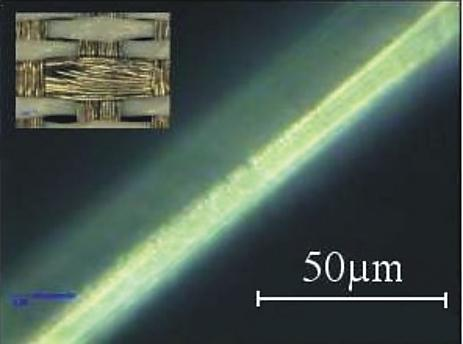
Galvanisierter Faden

Mit Hilfe der Textilgalvanik können Metallschichtdicken von wenigen Mikrometern [µm] erzeugt werden. Durch Aufbau und Materialzusammensetzung lassen sich die mechanischen und elektrischen Eigenschaften von leitfähigen Garnen gezielt beeinflussen, wobei weitgehend der textile Charakter erhalten bleibt. Je dünner die Metallschicht ist, umso mehr zeichnet sich das Garn durch textile Eigenschaften aus, desto geringer ist aber auch die Leitfähigkeit.

Im Gegensatz zu metallischen Drähten und Litzen können die galvanisch metallisierten Fäden bis zu 7 % gedehnt werden, ohne dass ihre Leitfähigkeit merklich abnimmt.

Die Textilien sind trotz des Metallmantels mechanisch extrem belastbar und biegeresistent.

Bei hohen Strombelastungen unterbrechen die metallisierten Polymerfäden die Stromzuführung ohne Funkenbildung und Hitzespots. Sie ziehen sich bei höheren Temperaturen zusammen, reißen spontan und vollständig über alle Filamente.

## Anwendung

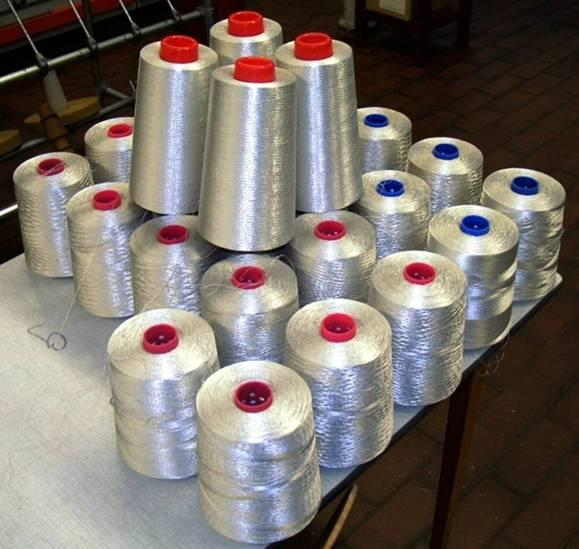
Metallisiertes Fadenmaterial ELITEX®

Textile Strukturen können bezüglich ihrer Verformbarkeit und Nachgiebigkeit durch kein anderes Material ersetzt werden. Deshalb sind metallisierte Fadenmaterialien eine interessante Alternative zu bisher verwendeten Metallfäden, weil die textilen Eigenschaften des Basismaterials, welche maßgeblich das mechanische Verhalten bestimmen, nahezu vollständig erhalten bleiben.

Leitfähige Textilien mit geringerer elektrischer Leitfähigkeit werden für antistatische Anwendungen und Abschirmzwecke eingesetzt.
Höher leitfähige Garne finden sowohl für die Textil- als auch in der Elektronikindustrie, der Elektro- und Mikrosystemtechnik Verwendung. Dabei wird der Vorteil der höheren Flexibilität von leitfähigen textilen Materialien genutzt.

Durch Weben, Wirken, Sticken, Stricken und Nähen können leitfähige Strukturen in Textilien hergestellt werden, die zur Energie- und Informationsübertragung sowie zur Integration von elektrischen Bauelementen dienen. Auf Grund dessen werden sie Ansprüchen gerecht, um die Flexibilität von Bauteilen der Mikroelektronik und Mikrosystemtechnik zu erhöhen.

Über 90 % der Innovationen im Automobil resultieren aus dem Einsatz von elektronischen Komponenten und Mikrosystemen. Bereits heute kommen hochleitfähige textile Materialien zum Einsatz.

Auch in Telekommunikationsgeräten, Flugzeugen und in der Haustechnik steigt die Zahl der eingesetzten textilen elektronischen Baugruppen beständig.

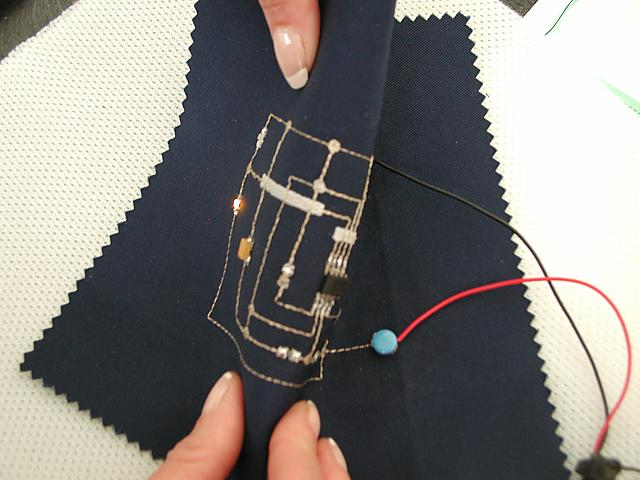
Gestickte Leiterplatte mit ELITEX®-Fadenmaterial

 Textile Mikrosysteme werden für Smart Textiles z. B. als
- heizbare Textilien,
- textile elektronische Komponenten (Bussysteme, Sensoren, Schalter …),
- Antennensysteme für RFID-Systeme
- textile Mikrosystemtechnik (Sensorkomponenten, Akkumulatoren, Solarzellen) oder
- textile Lichtquellen

eingesetzt.